# Seo Whi-min
Seo Whi-min (kor. 서휘민; ur. 13 marca 2002 w Seulu) – południowokoreańska łyżwiarka szybka specjalizująca się w short tracku, wicemistrzyni olimpijska z Pekinu 2022, mistrzyni świata juniorów.
Mieszka w Anyang.

## Wyniki

### Igrzyska olimpijskie
| Rok  | Gospodarz | 500 m | 1000 m | 1500 m | sztafeta kobiet | sztafeta mieszana |
| ---- | --------- | ----- | ------ | ------ | --------------- | ----------------- |
| 2022 | Pekin     | —     | —      | —      | 2               | —                 |

### Mistrzostwa świata juniorów
| Rok  | Gospodarz | 500 m | 1000 m | 1500 m | wielobój | sztafeta |
| ---- | --------- | ----- | ------ | ------ | -------- | -------- |
| 2017 | Innsbruck | 8     | 2      | 1      | 2        | 10       |
| 2019 | Montreal  | 33    | 4      | 1      | —        | 1        |

### Igrzyska olimpijskie młodzieży
| Rok  | Gospodarz | 500 m | 1000 m | 1500 m | sztafeta mieszana |
| ---- | --------- | ----- | ------ | ------ | ----------------- |
| 2020 | Lozanna   | 1     | 1      | —      | 3                 |